# Umpfer
Die Umpfer ist ein etwa 22 km langer Fluss im Main-Tauber-Kreis im nordöstlichen Baden-Württemberg, der im Stadtteil Königshofen von Lauda-Königshofen von links und Südwesten in die untere Tauber mündet.

## Name
Der Name ist germanischen Ursprungs und ist wahrscheinlich etymologisch mit dem griechischen Wort ómbros „Regen“.

## Geographie

### Verlauf
Die Umpfer entsteht nordwestlich der Boxberger Ortschaft Gräffingen am Nordwestrand des Ahornwalds auf der Seite von Ahorn-Buch und fließt zunächst in Richtung Südosten. Dabei zieht sie an Uiffingen, Wölchingen und Boxberg (alle zur Stadt Boxberg) vorbei und wendet sich hier nach Nordosten. In der neuen Richtung durchquert sie Schweigern und passiert Unterschüpf (beide zu Boxberg) und tritt schließlich aufs Gebiet von Lauda-Königshofen über. Dort berührt sie noch Sachsenflur, ehe sie in Königshofen in die Tauber mündet.

### Einzugsgebiet
Die Umpfer hat ein oberirdisches Einzugsgebiet von etwa 120 km², das mit seinem allerobersten Teil im Unterraum Buch am Ahorn des Naturraums Bauland, größtenteils aber im Nachbarnaturraum Tauberland liegt, davon der überwiegende Teil im Unterraum Umpfer-Wachbach-Riedel und allein der Talmündungstrichter im Mittleren Taubertal. Der höchste Punkt liegt auf 411,4 m ü. NHN über der Schüpfbach-Quelle auf einer Waldhöhe des Heckfelder Ahorns südlich von Esselbrunn; anderswo an der südlichen und westlichen Wasserscheide werden mehrfach Höhen über 390 m ü. NHN und wenige Male auch über 400 m ü. NHN erreicht.
Außer den beim Verlauf genannten Ortschaften umfasst es noch die Dörfer Angeltürn, Bobstadt, Epplingen, Kupprichhausen, Lengenrieden, Oberschüpf (alle zu Boxberg), Beckstein (zu Lauda-Königshofen) und Dainbach (zu Bad Mergentheim). Bedeutendster Zufluss ist der 12 km lange Schüpfbach bei Unterschüpf, sein Einzugsgebiet trägt etwa ein Viertel zu dem der Umpfer bei.
Reihum grenzt das der Umpfer an die Einzugsgebiete der folgenden Nachbargewässer:
- an der nördlichen Wasserscheide überwiegend an das des weiter abwärts zur Tauber entwässernden Brehmbachs, im östlichen Teil auch kurz an das des kleinen Oberlaudaer Bachs, der wenig abwärts der Umpfer die Tauber erreicht;
- im Osten fließt die Tauber selbst so nahe, dass diese von der Wasserscheide her keine bedeutsamen Wasserläufe erreichen;
- im Südosten führt der Wachbach den Abfluss jenseits der Scheide oberhalb in die Tauber;
- hinter der südlichen Grenze fließen einige Bäche zum Erlenbach, einen Zufluss der Jagst;
- im Südwesten liegen hinter einem kurzen Stück Wasserscheide die Quellgebiete der zwei Oberläufe der Kessach, die auch zur Jagst läuft;
- wenig jenseits der Westgrenze entsteht die Rinna, die über Kirnau und dann die Seckach ebenfalls zur Jagst entwässert;
- hinter einem wieder kurzen Stück nordwestlicher Wasserscheide entsteht die dort noch Erfa genannte Erf, die unterhalb der Tauber den Main erreicht.

Der hydrologisch bedeutendste Teil der Wasserscheide verläuft also im Süden und Westen gegen das Einzugsgebiet des die Jagst aufnehmenden Neckars, der vor dem Main den Rhein speist.
Bedingt durch die Verkarstung des Muschelkalks kann sich das tatsächliche Einzugsgebiet vom oberirdischen unterscheiden. Aus Markierungsversuchen ist bekannt, dass Wasser aus dem Einzugsgebiet des Stöckiggrabens bei Assamstadt die Wasserscheide zwischen Jagst und Tauber unterquert und vor allem über den Ursbach der Umpfer zufließt.

### Zuflüsse
Direkte und indirekte Zuflüsse
- Fließgewässer im Flusssystem Umpfer

Direkte Zuflüsse
Von der Quelle zur Mündung. Mit jeweils Zuflussseite, Zuflussrichtung, Länge, teilweise auch Einzugsgebiet. Werte wurden auf eine Nachkommastelle gerundet. Abweichende Quellen wurden vermerkt.
- Kalter Grundgraben, von rechts und Nordwesten, 1,2 km.
- Osterlochgraben, von links und Norden, 3,1 km und 2,5 km².
- Lüssleteich, von rechts und Nordwesten, 1,7 km.
- Schüpfergraben, von links und Nordosten, 0,8 km.
- Eubigheimer Talbach, von rechts und Westen, 2,8 km und 5,7 km².
- Rossberggraben, von rechts und Südwesten, 0,4 km.
- Saugraben, von links und Nordosten, 0,9 km.

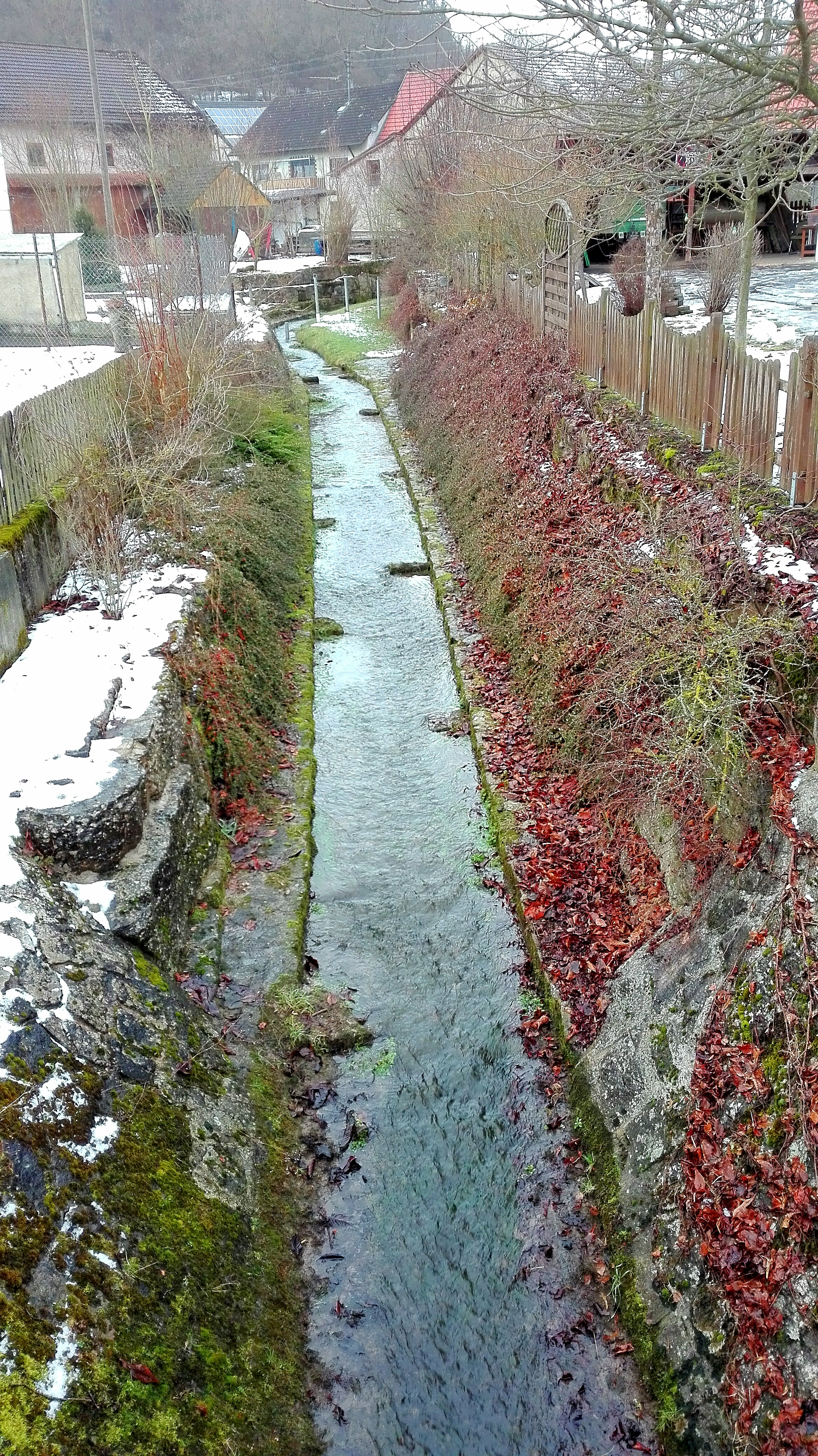
Der Schüpfbach

- Gründleingraben, von links und Nordosten, 0,6 km.
- Angeltürner Bach, von rechts und Westen, 1,9 km und unter 3,4 km². Mündet in den Mühlkanal der Hagenmühle.
- Hüttlesbächle, von rechts und Südwesten, 2,7 km und 5,0 km².
- Bürtlein, von links und Norden, 1,2 km.
- Ehrlibächle, von rechts und Südwesten, 2,8 km und 5,3 km².
- (Bach aus dem Ramstal), von links und Nordwesten, 1,1 km.
- Epplinger Bächle, von links und Nordwesten, 4,2 km und 6,0 km².
- Ursbach, von rechts und Süden, 4,4 km und 11,9 km².
- Sallenbächlein, von links und Nordwesten, 1,9 km und ca. 3,2 km².[LUBW 6] Mündet vor dem Ort in den Mühlkanal nach Unterschüpf.
- Schüpfbach, von links und Nordwesten, 12,8 km und 29,4 km².[LUBW 7]
- Dainbächle, von rechts und SO, 5,3 km und 13,2 km².[LUBW 7] Mit Oberlauf Jungferbach.
- Hölzle-Bächle, von links und Nordwesten, 1,7 km und 0,9 km².
- Becksteiner Graben, von links und Nordwesten, 3,8 km und 6,4 km².[LUBW 7]

### Flusssystem Tauber
- Fließgewässer im Flusssystem Tauber

## Gewässergüte
Die Umpfer war mit Stand von 2004 auf ihrem ganzen hierfür erfassten Lauf ab etwa Wölchingen bis zur Mündung mäßig belastet (Güteklasse II), desgleichen der in Unterschüpf zulaufende Schüpfbach ab etwa Kupprichhausen.

## Verkehr

### Frankenbahn
Das relativ breite Tal der Umpfer bietet zusammen mit denen der Kirnau und der Kessach eine verkehrsgünstige Verbindung zwischen der Tauber und der unteren Jagst und damit auch zwischen den Großräumen um Würzburg und Heilbronn. Die Frankenbahn durchzieht es auf seiner gesamten Länge, die B 292 zwischen Königshofen und Wölchingen.

### Umpfertalradweg
Der Umpfertalradweg verläuft entlang großer Teile des Umpfertals. Der Radweg ist komplett asphaltiert. In Unterschüpf besteht ein Anschluss an den Schüpfbachtalradweg und in Königshofen an den Taubertalradweg.

### LUBW
Amtliche Online-Gewässerkarte mit passendem Ausschnitt und den hier benutzten Layern: Lauf und Einzugsgebiet der Umpfer

Allgemeiner Einstieg ohne Voreinstellungen und Layer: Daten- und Kartendienst der Landesanstalt für Umwelt Baden-Württemberg (LUBW) (Hinweise)
1. 1 2  Höhe nach dem Höhenlinienbild auf dem Hintergrundlayer Topographische Karte.
2. 1 2  Länge nach dem Layer Gewässernetz (AWGN).
3. ↑  Einzugsgebiet nach dem Layer Aggregierte Gebiete 04.
4. ↑  Höhe nach schwarzer Beschriftung auf dem Hintergrundlayer Topographische Karte.
5. ↑  Einzugsgebiet nach dem Layer Basiseinzugsgebiet (AWGN).
6. ↑  Einzugsgebiet abgemessen auf dem Hintergrundlayer Topographische Karte.
7. 1 2 3  Einzugsgebiet nach dem Layer Aggregierte Gebiete 05.

### Andere Belege
1. ↑  Modellierte Werte nach Abfluss-BW Gewässerknoten MQ/MNQ
2. ↑  Albrecht Greule: Deutsches Gewässernamenbuch. Walter de Gruyter, Berlin / Boston 2014, ISBN 978-3-11-057891-1, S. 554, „Umpfer“ (Auszug in der Google-Buchsuche).
3. ↑  Horst Mensching, Günter Wagner: Geographische Landesaufnahme: Die naturräumlichen Einheiten auf Blatt 152 Würzburg. Bundesanstalt für Landeskunde, Bad Godesberg 1963. → Online-Karte (PDF; 5,3 MB)
4. ↑  Wolf-Dieter Sick: Geographische Landesaufnahme: Die naturräumlichen Einheiten auf Blatt 162 Rothenburg o. d. Tauber. Bundesanstalt für Landeskunde, Bad Godesberg 1962. → Online-Karte (PDF; 4,7 MB)
5. ↑  Horst Jungbauer: Karsthydrogeologische Untersuchungen im Muschelkalk zwischen der Hohenloher Ebene und dem Taubergrund südlich von Bad Mergentheim, Nordwürttemberg. Hochschulschrift, Universität Stuttgart 1983. Zitiert nach: Thomas Schöber, Theo Simon: Hydrogeologie und Verkarstung im Taubergrund und in Osthohenlohe. Exkursion L am 2. April 2005. In: Jahresberichte und Mitteilungen des Oberrheinischen geologischen Vereins. N.F. 87(2005), S. 303–317, hier S. 308.
6. ↑  Gewässergüte nach: Biologische Gewässergütekarte 1 : 350.000 der Landesanstalt für Umweltschutz Baden-Württemberg (PDF; 11,7 MB)